# Bolesław Gryf-Marcinkowski

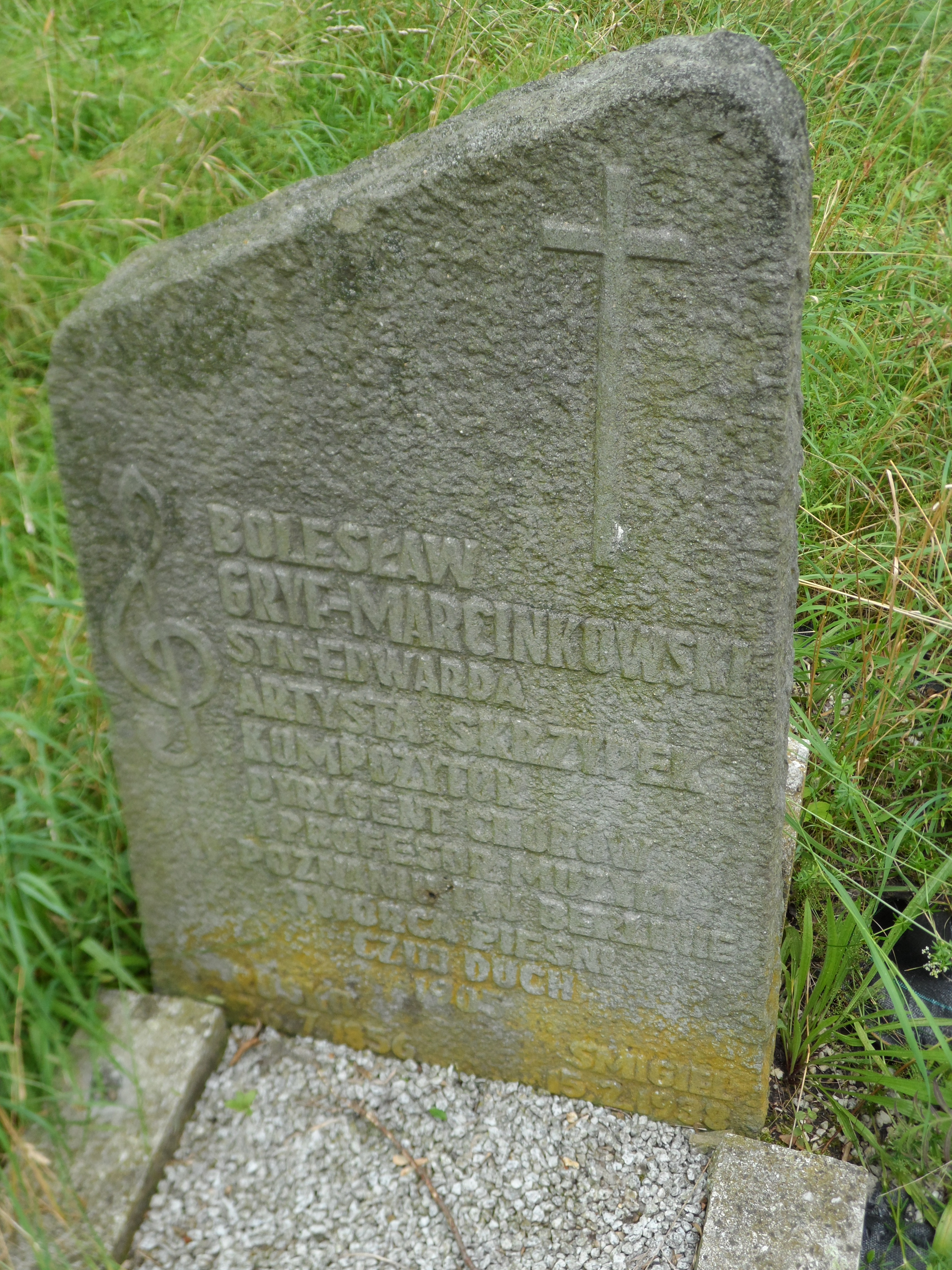
Nagrobek Bolesława Gryfa-Marcinkowskiego (stan z lipca 2016 r.)

Bolesław Gryf-Marcinkowski (ur. 26 lipca 1856 w Rusku, zm. 15 lutego 1938 w Śmiglu) – polski artysta, skrzypek, dyrygent chórów oraz profesor muzyki w Poznaniu i Berlinie.

## Życiorys
Urodził się 26 lipca 1856 we wsi Rusko koło Jarocina w rodzinie Edwarda Marcinkowskiego – kierownika szkoły powszechnej w Rusku i Bronisławy z domu Kuligowskiej. W 1881 w Odolanowie ożenił się z Teodozją Gędziorowską (ur. 1854 lub 1864, zm. przed 1915). Mieli ośmioro dzieci, trzy córki: Bolesławę, Irenę (ur. 1894) i Janinę Gabrielę (ur. 1900), które były pianistkami, oraz 5 synów: Alfonsa – architekta czynnego w Rosji, Władysława – konsula RP w Lille, Mariana (ur. 1888) – kupca w Berlinie, Zbigniewa (ur. 1891) – inż. elektromechanika i Mieczysława Seweryna (ur. 1896) – inż. radioeksperta.
Obok swej pracy zawodowej nauczycielskiej, kształcił się intensywnie w muzyce, w szczególności w grze na skrzypcach. Był przez pewien czas uczniem słynnego kompozytora i skrzypka Henryka Wieniawskiego. Udzielał się w pracy narodowo-społecznej jako dyrygent polskich chórów śpiewaczych w Poznaniu. Pełnił funkcję dyrektora konserwatorium im. Chopina w Poznaniu, a potem w Berlinie. Po odrodzeniu się Państwa Polskiego Gryf-Marcinkowski wrócił do kraju i pracował jako profesor muzyki w Seminarium Nauczycielskim w Wolsztynie. Był twórcą pieśni Czuj Duch! oraz popularnej w czasach zaborów Straży nad Wartą, pieśni specjalnie skomponowanej dla uczczenia powstałej wówczas Straży zachodnio-kresowej, której prezesem był Józef Kościelski.
14 lutego przyjechał z Żabikowa do Śmigla na uroczystości jubileuszowe ks. prof. Gronwalda. Około północy z powodu rozbitej lampy naftowej „doznał ciężkich poparzeń, przewieziono go natychmiast do szpitala w Śmiglu”. Zmarł o godz. 5 rano, 15 lutego 1938 w szpitalu w Śmiglu. Został pochowany na Cmentarzu przy ul. Samotnej w Poznaniu (kwatera 4-1-15).